# Cúp quốc gia Scotland 1968–69
Cúp quốc gia Scotland 1968–69 là mùa giải thứ 84 của giải đấu bóng đá loại trực tiếp uy tín nhất Scotland. Chức vô địch thuộc về Celtic khi đánh bại Rangers trong trận Chung kết.

## Vòng sơ loại 1
| Đội nhà               | Tỉ số | Đội khách               |
| --------------------- | ----- | ----------------------- |
| Alloa Athletic        | 6 – 1 | Ross County             |
| Brechin City          | 1 – 1 | Montrose                |
| Cowdenbeath           | 1 – 0 | Clydebank               |
| Forfar Athletic       | 1 – 2 | Nairn County            |
| St Cuthbert Wanderers | 1 – 0 | Civil Service Strollers |

### Đấu lại
| Đội nhà  | Tỉ số | Đội khách    |
| -------- | ----- | ------------ |
| Montrose | 3 – 2 | Brechin City |

## Vòng sơ loại 2
| Đội nhà             | Tỉ số | Đội khách             |
| ------------------- | ----- | --------------------- |
| Alloa Athletic      | 0 – 0 | East Stirlingshire    |
| Dumbarton           | 3 – 2 | Vale of Leithen       |
| Glasgow University  | 5 – 2 | St Cuthbert Wanderers |
| Hamilton Academical | 0 – 2 | Cowdenbeath           |
| Montrose            | 6 – 1 | Fraserburgh           |
| Nairn County        | 0 – 2 | Berwick Rangers       |
| Stenhousemuir       | 1 – 0 | Albion Rovers         |
| Stranraer           | 2 – 0 | Elgin City            |

### Đấu lại
| Đội nhà            | Tỉ số | Đội khách      |
| ------------------ | ----- | -------------- |
| East Stirlingshire | 2 – 1 | Alloa Athletic |

## Vòng Một
| Đội nhà            | Tỉ số | Đội khách            |
| ------------------ | ----- | -------------------- |
| Aberdeen           | 3 – 0 | Berwick Rangers      |
| Ayr United         | 1 – 0 | Queen of the South   |
| Dumbarton          | 0 – 1 | St Mirren            |
| Dundee             | 1 – 2 | Hearts               |
| Dundee United      | 2 – 1 | Queen’s Park         |
| East Stirlingshire | 2 – 0 | Stirling Albion      |
| Falkirk            | 1 – 2 | Greenock Morton      |
| Kilmarnock         | 6 – 0 | Glasgow University   |
| Montrose           | 1 – 0 | Cowdenbeath          |
| Motherwell         | 1 – 1 | Clyde                |
| Partick Thistle    | 3 – 3 | Celtic               |
| Raith Rovers       | 0 – 2 | Dunfermline Athletic |
| Rangers            | 1 – 0 | Hibernian            |
| St Johnstone       | 3 – 2 | Arbroath             |
| Stenhousemuir      | 0 – 3 | Airdrieonians        |
| Stranraer          | 3 – 1 | East Fife            |

### Đấu lại
| Đội nhà | Tỉ số | Đội khách       |
| ------- | ----- | --------------- |
| Celtic  | 8 – 1 | Partick Thistle |
| Clyde   | 2 – 1 | Motherwell      |

## Vòng Hai
| Đội nhà            | Tỉ số | Đội khách            |
| ------------------ | ----- | -------------------- |
| Aberdeen           | 2 – 2 | Dunfermline Athletic |
| Rangers            | 2 – 0 | Hearts               |
| Airdrieonians      | 1 – 1 | St Mirren            |
| Clyde              | 0 – 0 | Celtic               |
| Dundee United      | 6 – 2 | Ayr United           |
| East Stirlingshire | 1 – 1 | St Johnstone         |
| Montrose           | 1 – 1 | Kilmarnock           |
| Stranraer          | 1 – 3 | Greenock Morton      |

### Đấu lại
| Đội nhà              | Tỉ số | Đội khách          |
| -------------------- | ----- | ------------------ |
| Dunfermline Athletic | 0 – 2 | Aberdeen           |
| Celtic               | 3 – 0 | Clyde              |
| St Johnstone         | 3 – 0 | East Stirlingshire |
| St Mirren            | 1 – 3 | Airdrieonians      |
| Kilmarnock           | 4 – 1 | Montrose           |

## Tứ kết
| Đội nhà       | Tỉ số | Đội khách       |
| ------------- | ----- | --------------- |
| Aberdeen      | 0 – 0 | Kilmarnock      |
| Celtic        | 3 – 2 | St Johnstone    |
| Dundee United | 2 – 3 | Greenock Morton |
| Rangers       | 1 – 0 | Airdrieonians   |

### Đấu lại
| Đội nhà    | Tỉ số | Đội khách |
| ---------- | ----- | --------- |
| Kilmarnock | 0 – 3 | Aberdeen  |

## Bán kết
| Celtic | 4 – 1 | Greenock Morton |
| ------ | ----- | --------------- |
|        |       |                 |

| Rangers                                                                  | 6 – 1 | Aberdeen    |
| ------------------------------------------------------------------------ | ----- | ----------- |
| Andy Penman 14' 51' · Willie Henderson 39' · Willie Johnston 47' 72' 84' |       | Forrest 45' |

## Chung kết
| Celtic                                                                      | 4 – 0 | Rangers |
| --------------------------------------------------------------------------- | ----- | ------- |
| Stevie Chalmers · George Connelly 45' · Bobby Lennox 44' · Billy McNeill 3' |       |         |

### Đội bóng
| CELTIC:                |  |                 |
|                        |  |                 |
| GK                     |  | John Fallon     |
| DF                     |  | Jim Craig       |
| DF                     |  | Billy McNeill   |
| DF                     |  | Jim Brogan      |
| DF                     |  | Tommy Gemmell   |
| MF                     |  | George Connelly |
| MF                     |  | Bobby Murdoch   |
| MF                     |  | Bertie Auld     |
| MF                     |  | Bobby Lennox    |
| FW                     |  | Stevie Chalmers |
| FW                     |  | Willie Wallace  |
| ’‘‘Huấn luyện viên:’’’ |  |                 |
| Jock Stein             |  |                 |

| RANGERS:               |  |                  |
|                        |  |                  |
| GK                     |  | Norrie Martin    |
| DF                     |  | Kai Johansen     |
| DF                     |  | John Greig       |
| DF                     |  | Ronnie McKinnon  |
| DF                     |  | Willie Mathieson |
| MF                     |  | Willie Henderson |
| MF                     |  | Dave Smith       |
| MF                     |  | Andy Penman      |
| MF                     |  | Örjan Persson    |
| FW                     |  | Willie Johnston  |
| FW                     |  | Alex Ferguson    |
| ’‘‘Huấn luyện viên:’’’ |  |                  |
| David White            |  |                  |